# Grgelj
Grgelj is een plaats in Slovenië en maakt deel uit van de gemeente Kostel in de NUTS-3-regio Jugovzhodna Slovenija.
Grgelj ligt verspreid op de linkeroever van de Kupa.